# لی هورسلی
لی هورسلی (انگلیسی: Lee Horsley؛ زادهٔ ۱۵ مهٔ ۱۹۵۵) یک هنرپیشه اهل ایالات متحده آمریکا است.